# Chortiátis
Chortiátis (grec moderne : Χορτιάτης) est une ville de la banlieue et une ancienne municipalité du district de Thessalonique en  Grèce. Depuis 2011  et le programme Kallikratis, elle fait partie de la municipalité de Pyléa-Chortiátis. Il se trouve à six cents mètres d'altitude sur les pentes du Mont-Chortiátis, duquel il tire son nom.

## Histoire
Dans l'Antiquité, lors du Ve siècle av. J.-C., la ville et ses habitants sont mentionnés comme étant membres de la Ligue de Délos.
Le 2 septembre 1944, l'armée allemande massacre 146 civils et incendie trois cents maisons de la ville. Les victimes sont exécutées ou brûlées vivantes en représailles à la capture de trois soldats allemands par des résistants. Ce massacre se déroule vers la fin de l'Occupation de la Grèce pendant la Seconde Guerre mondiale qui aura lieu en octobre de la même année.